# Axel Pilmark
Axel Pilmark   (Copenhaguen, 23 de novembre de 1925 - 13 de juliol de 2009) fou un futbolista danès de la dècada de 1950.
Fou 18 cops internacional amb la selecció de Dinamarca amb la qual participà en els Jocs Olímpics d'Estiu de 1948.
Pel que fa a clubs, defensà els colors de KB i Bologna FC.